# 盾叶铁线莲
盾叶铁线莲（学名：Clematis loureiroana var. peltata）为毛茛科铁线莲属下的一个变种。

## 扩展阅读
- 維基物種上的相關：盾叶铁线莲